# Diplocephalus rostratus
Diplocephalus rostratus is een spinnensoort in de taxonomische indeling van de hangmatspinnen (Linyphiidae).
Het dier behoort tot het geslacht Diplocephalus. De wetenschappelijke naam van de soort werd voor het eerst geldig gepubliceerd in 1934 door Ehrenfried Schenkel-Haas.